# 中野区立白桜小学校
中野区立白桜小学校（なかのくりつ はくおうしょうがっこう）は東京都中野区上高田一丁目に所在する区立小学校。
中野昭和小学校と東中野小学校を統合してできた新校である。2009年（平成21年）4月に開校。

## 概要
区内の少子化のため、区立小学校を統合して新校を作る計画により作られた。
中野昭和小学校の跡地に同校校舎の一部を改築し開校した。

## 校名の由来
校名は地域住民およびの児童、教員、役員らから募集された。
昔、当校周辺が桜の名所であったことと、中野昭和小学校、東中野小学校の両方の校章に桜が描かれていることなどから名づけられたとされる。

## 沿革
- 2009年（平成21年）
  - 4月1日 - 開校。
  - 4月6日 - 開校宣言を行い、最初の始業式・第1回入学式挙行。開校時点の全校児童数272名。
  - 6月17日 - 開校記念式典挙行し、記念植樹「御衣黄桜」を行った。
- 2013年（平成25年）6月12日 - 5周年記念集会開催。
- 2019年（令和元年）
  - 10月26日 - 開校10周年記念集会開催し、開校10周年記念植樹「白妙桜」を行った。
  - 11月30日 - 開校10周年記念式典挙行し、祝賀会開催。
- 2020年（令和2年）
  - 4月7日 - この日から5月31日まで、新型コロナウイルス感染予防のための臨時休校となる。
  - 12月12日 - オリンピック・パラリンピック教育実施。

## アクセス
- 東京メトロ東西線落合駅（出口1）から、徒歩8分。
- JR東日本中央線・都営地下鉄都営地下鉄大江戸線東中野駅（JR西口・都営A3出口）から、徒歩10分。
- 西武鉄道新宿線新井薬師前駅から、徒歩12分。
- 関東バス「宿08」系統で、「白桜小学校入口」停留所下車後、徒歩5分。
  - JR・東京メトロ中野駅（北口）から、上述の関東バス「宿08」に乗車し10分、「白桜小学校入口」停留所下車後、徒歩。